# Øhavsmuseet
Øhavsmuseet er et museum tilegnet området omkring Det Sydfynske Øhav, fordelt over flere udstillingssteder i Faaborg-Midtfyn Kommune: Øhavsmuseet, Arresten, Kaleko Mølle og Faaborg Byhistoriske Arkiv.